# Juan Mauricio Castillo Balcázar
Juan Mauricio Castillo Balcázar (* 29. Oktober 1970 in La Serena) ist ein ehemaliger chilenischer Fußballspieler. Der Mittelstürmer gewann mit dem CSD Colo-Colo die Meisterschaft und absolvierte sechs Länderspiele für Chile.

## Karriere

### Verein
Juan Castillo begann das Fußballspielen in den Klubs seines Stadtviertels in La Serena. Mit 15 Jahren kam er zu Deportes La Serena, für das er 1988 debütierte, allerdings nur ein einziges Ligaspiel in der Saison bestritt. Der Klub verlieh Castillo an CD San Luis. Nach seiner Rückkehr wurde er Stammspieler und erzielte in den beiden Saisons 1990 und 1991 15 Ligatore in 58 Einsätzen für den Klub. Er wechselte zu Unión Española, mit dem er zweimal die Copa Chile gewann. Noch 1993 ging Castillo zu Rekordmeister CSD Colo-Colo. Mit den Albos holte er den Meistertitel 1993.
1995 kam Castillo zu Deportes La Serena zurück, blieb aber nur eine Spielzeit. Bis zu seinem Karriereende 2001 im Trikot von Coquimbo Unido spielte er noch für Deportes Temuco, erneut für Deportes La Serena und für Deportes Iquique.

### Nationalmannschaft
Juan Castillo debütierte in der chilenischen Nationalmannschaft unter Arturo Salah beim Freundschaftsspiel im März 1993 gegen Bolivien. Beim 3:1-Erfolg im Freundschaftsspiel gegen Bolivien schoss er sein einziges Länderspieltor zum 3:1-Endstand. Bei der Copa América 1993 spielte Castillo eine Halbzeit bei der 0:1-Niederlage gegen Paraguay. Chile gelang zwar ein Sieg über Brasilien, schied aber dennoch als Gruppenletzter aus dem Turnier aus.
Bei der Copa América 1997 spielte Castillo bei der 0:1-Niederlage, erneut gegen Paraguay, und bei der 1:2-Niederlage gegen Ecuador. In beiden Spielen wurde Castillo eingewechselt. Chile beendete das Turnier als Gruppenletzter ohne Punkt. Die Einwechslung im Spiel gegen Ecuador für Clarence Acuña war zugleich sein letzter Länderspieleinsatz für Chile.

## Erfolge
Unión Española
- Chilenischer Pokalsieger: 1992, 1993

Colo-Colo
- Chilenischer Meister: 1993
- Chilenischer Pokalsieger: 1994